# Paola Félix
Paola Félix (23 de marzo de 1983) es una deportista mexicana que compitió en taekwondo.
Ganó una medalla en el Campeonato Mundial de Taekwondo de 2001 y tres medallas en el Campeonato Panamericano de Taekwondo entre los años 2000 y 2004.

## Palmarés internacional
| Campeonato Mundial      | Campeonato Mundial              | Campeonato Mundial | Campeonato Mundial |
| Año                     | Lugar                           | Medalla            | Categoría          |
| ----------------------- | ------------------------------- | ------------------ | ------------------ |
| 2001                    | Jeju (Corea del Sur)            | Medalla de bronce  | –55 kg             |
| Campeonato Panamericano |                                 |                    |                    |
| Año                     | Lugar                           | Medalla            | Categoría          |
| 2000                    | Oranjestad (Aruba)              | Medalla de oro     | –55 kg             |
| 2002                    | Quito (Ecuador)                 | Medalla de bronce  | –63 kg             |
| 2004                    | Santo Domingo (Rep. Dominicana) | Medalla de plata   | –59 kg             |